# Pharaon (Seugne)
Der Pharaon ist ein Fluss in Frankreich, der in der Region Nouvelle-Aquitaine verläuft. Er entspringt unter dem Namen Ruisseau de la Grolle im östlichen Gemeindegebiet von Baignes-Sainte-Radegonde, nahe der Grenze zur Nachbargemeinde Touvérac, entwässert generell Richtung Nordwest bis West und mündet nach rund 19 Kilometern im Gemeindegebiet von Saint-Médard als rechter Nebenfluss in die Seugne. Auf seinem Weg durchquert der Pharaon die Départements Charente und
Charente-Maritime.

## Orte am Fluss
(in Fließreihenfolge)
- Baignes-Sainte-Radegonde
- Saint-Médard